# 克絲汀·鄧斯特
克絲汀·卡罗琳·鄧斯特（英語：Kirsten Caroline Dunst，1982年4月30日—）是美国演员、歌手和模特儿。她的电影处女作是1989年的多段式电影《大都会传奇》中由伍迪·艾伦执导的《俄狄浦斯的烦恼》（Oedipus Wrecks）。12岁时，她因出演《夜访吸血鬼》中的吸血鬼克劳迪娅（Claudia）赢得了广泛的认同，并因此获得了金球奖最佳电影女配角奖提名。同年出演的《小妇人》和次年的《逃出魔幻紀》获得了进一步的好评。在电视剧《仁心仁術》以及包括《摇尾狗》、《晶兵总动员》（Small Soldiers，1998年）和《处女之死》（The Virgin Suicides，1998年）在内的多部电影中出演了一些配角后，邓斯特转变戏路，开始出演浪漫喜剧和喜剧，于1999年出演了《美丽比一比》（Drop Dead Gorgeous）、2000年主演了《魅力四射》（Bring It On），2001年出演了《失恋大不同》（Get Over It）和《疯狂与美丽》（Crazy/Beautiful）。
2002年至2007年，邓斯特因在《蜘蛛侠三部曲》中扮演玛丽·珍·華生一角获得了世界性的声誉。她从那时起出演过的其它电影还包括2004年的浪漫喜剧《球戀大滿貫》和浪漫科幻片《無痛失戀》，2005年卡梅伦·克罗执导的悲喜剧《伊麗莎白小鎮》。2006年，她主演了蘇菲亞·柯波拉导演的《凡爾賽拜金女》，2008年又出演了喜剧片《如何众叛亲离》（How to Lose Friends & Alienate People）。2011年她主演拉斯·馮·提爾的《世紀末婚禮》并因此获得了戛纳电影节最佳女演员奖以及土星奖最佳女演员奖。
2021年她因演出《犬山記》而首度被提名了奧斯卡金像獎最佳女配角。
2001年的《失恋大不同》是邓斯特首度在银幕上献唱的作品，其中她一共演唱了两首歌曲。此外她还为同年的电影《猫眼》演唱了片尾的爵士歌曲《你離開後》。

## 早年生活
邓斯特出生于紐泽西州的波因特普萊森，父亲叫克劳斯·邓斯特（Klaus Dunst），母亲叫伊内兹·邓斯特（Inez Dunst），母亲的娘家姓叫鲁普雷希特（Rupprecht）。她有一个名叫克里斯蒂安（Christian）的弟弟，于1987年出生。她的父亲是医疗服务部门的行政人员，母亲则是位艺术家，曾开办过一家画廊。邓斯特的父亲原本来自汉堡，是一位德国人；母亲虽然出生于紐泽西，但拥有德国和瑞典血统。2011年，邓斯特确定获得了德国国籍，并从此拥有美国和德国双重国籍。
11岁前的邓斯特一直在紐泽西州的布里克镇（Brick Township）生活，并在此就读兰尼学校。1993年她的父母分居后，她与弟弟跟随母亲来到洛杉矶，并在北好莱坞就读劳雷尔·霍尔学校（Laurel Hall School）。1995年，母亲提出了离婚，次年邓斯特开始进入圣母高中（Notre Dame High School）就读，这是一所位于洛杉矶的私立天主教高中。
2000年从圣母高中毕业后，邓斯特开始继续从事演艺事业。少女时代的邓斯特对自己日益增长的名气感到很不适应，有段时间还责怪妈妈把自己朝演艺圈这么个火坑里堆。不过之后她也表示自己的母亲“总是有着最好的意图”。当被问起是否对自己的童年时代有任何后悔时，邓斯特回答：“的确，我成长的道路并不寻常，但这仍然是我成长的方式，我不会去改变它。我有自己的问题需要处理……我觉得没有任何人能够到处去说：‘我的人生就是比你的要糟糕。’每个人都会有各自的难题。”

## 事业

### 早期作品
邓斯特早在3岁时就以童星模特儿的形象出现在电视广告中，她曾与福特模特（Ford Models）和精英模特经济公司（Elite Model Management）签约。6岁那年她在多段式电影《大都会传奇》中由伍迪·艾伦执导的短片《俄狄浦斯的烦恼》中扮演了一个小角色，这也成为她的银幕处女作。之后不久，她又在1990年的《虚荣的篝火》（The Bonfire of the Vanities）中出镜，扮演的是汤姆·汉克斯的女儿。1993年，邓斯特在《銀河飛龍》第7季的第7集中出演了海德瑞尔（Hedril）一角。

### 事业上的突破
邓斯特的成名作是根据安妮·莱斯小说改编的1994年电影《夜访吸血鬼》，她在片中扮演一个吸血鬼女童克劳迪娅，被湯姆·克魯斯和畢·彼特所演角色當成女儿。该片获得的评价褒贬不一，但许多影评人都称赞了邓斯特的表演。罗杰·埃伯特称邓斯特创造的童年吸血鬼克劳迪娅是电影中令人感到更毛骨悚然的一个环节，还表示她有扮演远超其真实年龄角色的能力。《综艺》的托德·麦卡锡指出邓斯特非常适合出演这部电影。电影中有一个镜头是邓斯特与年长自己18岁的布拉德·彼特接吻，这也是她的银幕初吻。在一次接受《访问》杂志采访时她表示，当时的这个吻让她感到很不自在：“我觉得那很恶心，總覺得布拉德像是有虱子。我的意思是，我毕竟才十岁。”。她因这部电影的表演获得了MTV電影大獎最具突破表演奖，土星獎最佳青年女演员奖和她的第一个金球奖提名。
1994年，邓斯特还与薇诺娜·瑞德和克萊兒·丹妮絲一起出演了同名原著改编的电影《小妇人》，该片获得了较为正面的评价。《纽约时报》影评人简妮特·玛斯琳（Janet Maslin）称这是小说《小妇人》最优秀的一部改编电影， 并称赞了邓特斯的表现在片中非常抢戏，远胜过1933年的版本。她还提到了邓斯特在《夜访吸血鬼》中的表现，称其是一个拥有远大前程的小吸血鬼。
1995年，邓斯特出演了奇幻片《逃出魔幻紀》，该片一定程度上是根据克里斯·凡·艾斯伯格1981年的同名短篇故事改编。电影剧情围绕一个超自然的棋盘游戏展开，每一次有玩家掷骰子时，都会有各种野生动物亦或丛林中的危险生物出现。她在片中与羅賓·威廉斯、邦尼·亨特（Bonnie Hunt）和大卫·艾兰·格里尔（David Alan Grier）等人共同演出了一场群戲，影片全球票房达到2.62亿美元。这一年以及之后的2002年，她均被《人物》杂志评为50个最美丽的人之一。1996年，邓斯特出演了全国广播公司医务剧《仁心仁術》的多集节目，饰演一位名叫查理·切明哥（Charlie Chiemingo）的雏妓，获得了乔治·克鲁尼扮演的道格·罗斯医生（Dr. Doug Ross）的指导。1997年，她在动画音乐剧《真假公主－安娜塔西亞》中为少女时代的安娜斯塔西娅公主配音。同年她还出现在政治讽刺剧《摇尾狗》中，与罗伯特·德尼罗和德斯汀·荷夫曼演对手戏。接下来的一年，她又为日本动画电影《魔女宅急便》的英语版本配音，诠释片中的女主角琪琪（Kiki）。
邓斯特曾获邀出演1999年的剧情片《美国佳人》，但由于她不想出现在电影充满性暗示的镜头里，也不愿在镜头前亲吻男主角凯文·斯派西，所以最终拒绝了这个角色。她之后表示：“我看到剧本时才15岁，我觉得自己还没有成熟到能够理解剧本的含义。”同样她出演了喜剧片《迪克》（Dick），与蜜雪兒·威廉絲演对手戏，该片以讽刺的角度重新讲述了导致前美国总统理查德·尼克松辞职的水门事件。
在索菲娅·科波拉执导的1999年独立电影《处女之死》中，邓斯特饰演了处于青春期烦恼的拉克斯·里斯本（Lux Lisbon）一角。该片于2000年在第43届旧金山国际电影节作为特别作品展映。影片获得了影评人的普遍好评，《旧金山纪事报》影评人彼得·斯塔克（Peter Stack）在其文章中称赞邓斯特在“纯真和放荡间取得了美丽的平衡”。
2000年，她在《魅力四射》中扮演了拉拉队长托伦斯·希普曼（Torrance Shipman），该片获得的评价褒贬不一，但多位影评人都称赞了邓斯特的表演。A·O·斯科特（A. O. Scott）称她是“一位了不起的喜剧女演员，这很大程度上是因为她强大的表现力，从焦虑到咄咄逼人，再到真正受到伤害，她都可以灵活地转变出来。”沙龙（Salon）网站的查尔斯·泰勒（Charles Taylor）虽然觉得这部电影没有给邓斯特一个像《迪克》或《处女之死》那么好的角色，但仍认为邓斯特已经成为当代十几岁女演员中最阳光、最有想像力的讽刺演员。《乡村之声》（The Village Voice）的杰茜卡·温特（Jessica Winter）也称赞了邓斯特的表现，称她的表演就像《迪克》中一样精彩，是唯一一个没有让这部电影沦落成一部华而不实作品的主要原因。《旧金山纪事报》的彼得·斯塔克（Peter Stack）虽然对电影的评价不佳，但赞扬了邓斯特甘于在这样一部粗枝大叶的电影中扮演一个愚蠢角色的献身精神。
之后一年，邓斯特又主演了青春喜剧片《失恋大不同》，她之后表示自己接受出演该片的原因之一是为了获得在大银幕上献唱的机会。2001年她还在彼得·博格丹诺维奇（Peter Bogdanovich）执导的《猫眼》中扮演已故美国女演员玛丽恩·戴维斯。《综艺》杂志的德里克·艾利（Derek Elley）形容该片“动感而顽皮”，称这是邓斯特至今最优秀的一场演出：“可以相信的是，作为一个被庞坏了的清纯少女和两个完全不同男子的情人，邓斯特赋予了这个潜在的轻量级角色相当的深度和同情。”。《时尚先生》的汤姆·卡森（Tom Carson）称邓斯特的表现“了不起”。邓斯特因该片在2002年马德普拉塔电影节上获得了最佳女演员奖。

### 《蜘蛛侠》与后续作品

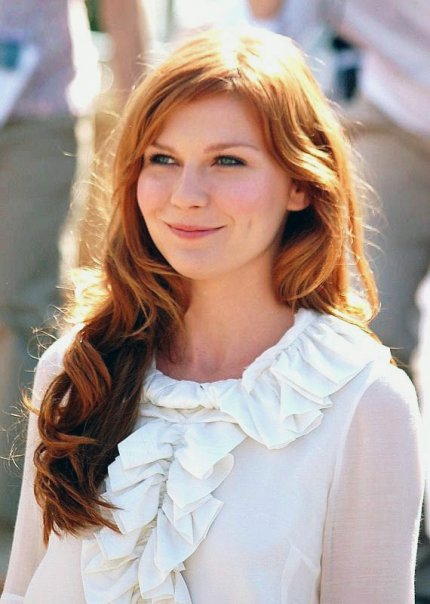
邓斯特出席第59届戛纳电影节上的《绝代艳后》首映式

在2002年的超级英雄电影《蜘蛛人》中，邓斯特饰演了女主角瑪莉·珍·華森（Mary Jane Watson），与扮演彼得·帕克/蜘蛛人的陶比·麥奎爾演对手戏，是对方的邻居兼最好的朋友，也是其暗恋的对象。这部由山姆·雷米导演的影片也是邓斯特当时商业上最成功的作品。《娱乐周刊》的欧文·格雷伯曼（Owen Gleiberman）称邓斯特有在最少的台词中融入诱人风情的能力。《洛杉矶时报》影评人肯尼斯·图兰（Kenneth Turan）指出邓斯特和麥奎爾在银幕上建立起了真正的联系，并总结认为他们的关系将是观众很少能在电影中看到的。《蜘蛛人》在商业和评论两方面都获得了成功，全球票房超过8.2亿美元。
《蜘蛛人》获得成功后，邓斯特在独立电影《乞赎的灵魂》（Levity）中饰演了一个配角。同年又出演了《蒙娜麗莎的微笑》，与茱莉娅·罗伯茨、瑪姬·吉倫荷和茱莉亞·史緹爾合作演出，但该片获得的评价不佳，《洛杉矶时报》的马诺拉·达吉斯（Manohla Dargis）称影片有些“自鸣得意”。她出演的下一部电影是2004年的《无痛失恋》，与吉姆·凯瑞、凯特·温斯莱特和汤姆·威尔金森演对手戏。影片获得了普遍的好评，《娱乐周刊》称邓斯特出演的次要剧情部分“俏皮而巧妙”。影片的全球票房超过7200万美元。
继首部《蜘蛛人》获得成功后，邓斯特又出演了2004年的续集《蜘蛛人2》。该片也获得了影评人的良好评价，商业上同样大获成功，创下了北美上映首周的电影票房新纪录，是2004年的世界电影票房亚军，收入超过7.83亿美元。同年她又在浪漫喜剧《球戀大滿貫》中扮演一位打入温布尔登网球锦标赛的网球新星，与保羅·彼特尼扮演的一个事业正逐渐走下坡路的球手陷入情网。该片获得的评价褒贬不一，但多位影评人都称赞了邓斯特的表现。《今日美国》的克劳迪娅·普格（Claudia Puig）认为邓斯特和彼特尼之间有强劲的化学反应，邓斯特真实可信地塑造了一个时髦而自信的球员。
2005年，邓斯特在《伊麗莎白小鎮》中饰演了空姐克莱尔·科尔伯恩（Claire Colburn），该片由卡梅伦·克罗导演，奥兰多·布鲁姆出演男主角。影片在2005年多倫多國際電影節上首映，邓斯特表示与克罗的合作非常愉快，但要求也比自己预想的更严格。影片获得的评价不佳，《芝加哥论坛报》给予其一星的评级（最高四星），并形容邓斯特扮演的角色让人腻烦。影片在商业上也遭遇了失败。
邓斯特的下一个角色是在2006年的伟记片《绝代艳后》中扮演玛丽·安托瓦内特，这也是她与导演索菲娅·科波拉的第2次合作。影片在第59届戛纳电影节上进行特别展映，之后上映也获得了良好的评价，全球票房超过6千万美元。

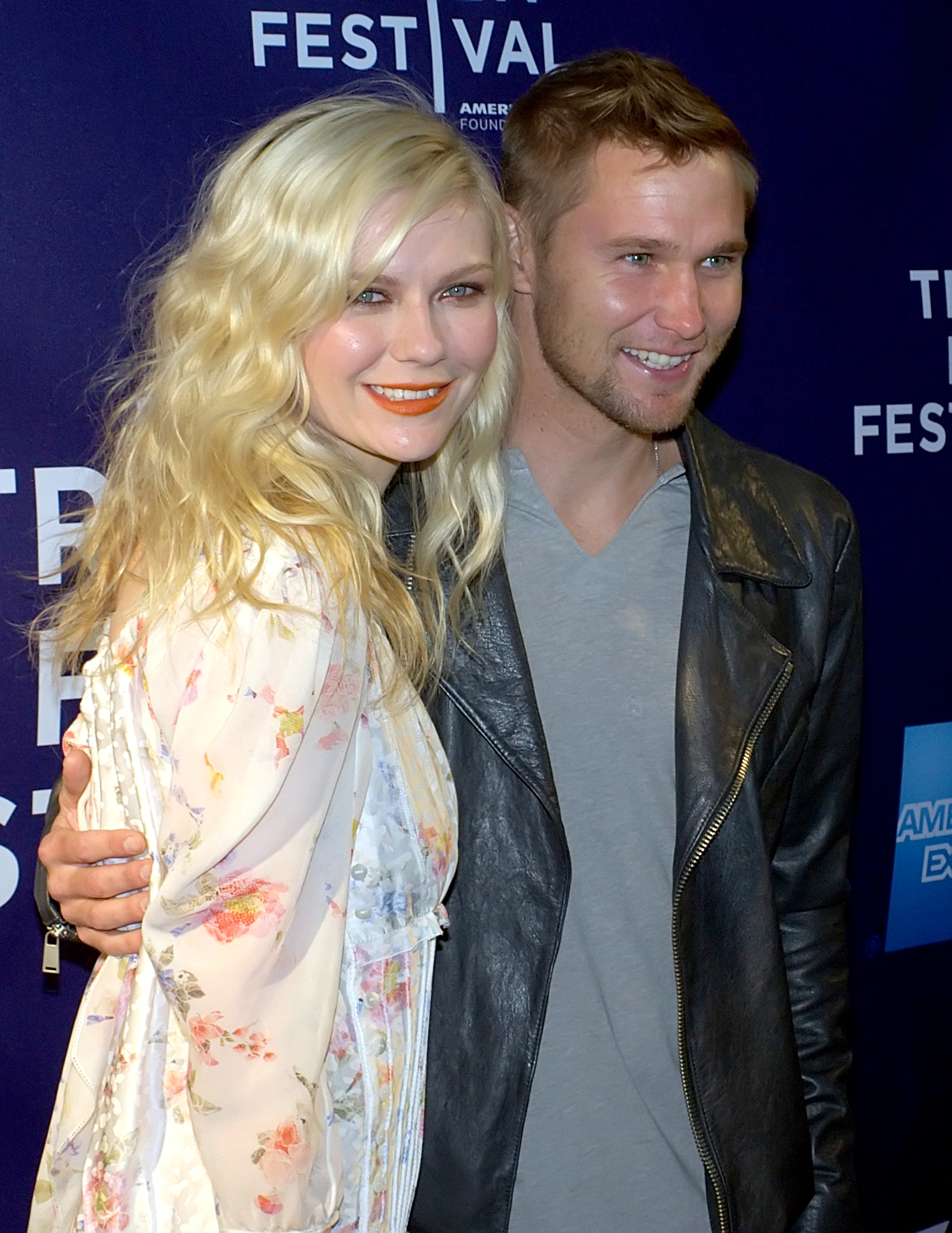
邓斯特与布莱恩·格拉格提出席2010年短片《混帐》的首映式

2007年，邓斯特在《蜘蛛人3》中再度饰演瑪莉·珍·華森。与受到广泛好评的前两集相比，《蜘蛛人3》所获评价褒贬不一。不过该片以全球票房超过8.9亿美元的成绩刷新了邓斯特出演电影的票房纪录，也是截止2013年8月蜘蛛人系列电影中最卖座的一部。邓斯特之前一共签订了出演3部《蜘蛛人》电影的合同，她透露只要有雷米和麥奎爾回归，自己也愿意出演第4部。2010年1月，索尼宣布《蜘蛛人》系列将进行重启，邓斯特、麥奎爾和雷米均退出了项目。
2008年，邓斯特与西蒙·柏奇一起出演了喜剧片《如何众叛亲离》，该片是根据《名利场》编辑托比·杨的同名回忆录改编的。签约出演该片后，邓斯特透露自己是因为柏奇的加入而加入的。

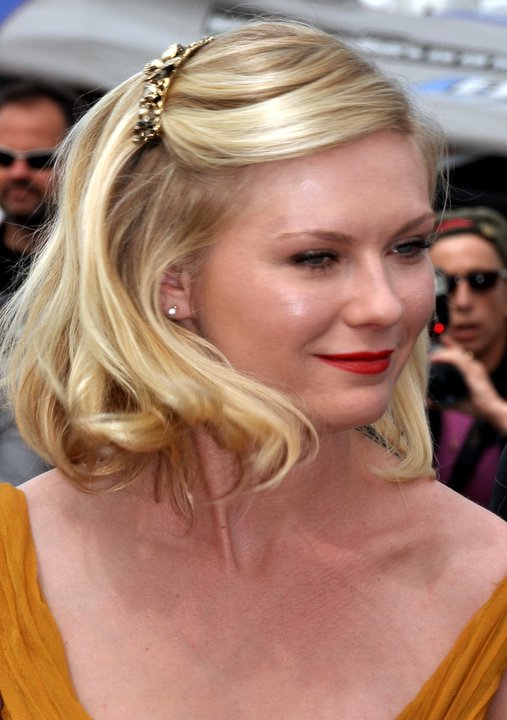
邓斯特出席第64届戛纳电影节

2010年起，邓斯特的作品包括执导一部名为《混帐》（Bastard）的短片，该片于2010年在特里贝卡电影节上映，之后参加了第63届戛纳电影节。同年她还和瑞恩·高斯林一起主演了浪漫剧情片《所有美好的东西》（All Good Things）。影片所获评价褒贬不一，全球票房约为64万美元。
2011年，邓斯特在拉斯·馮·提爾的科幻片《忧郁症》中饰演世界末日来临时的一位患有重度忧郁症的女子，另外几位主要演员包括夏洛特·甘斯柏格、基夫·修打蘭和夏洛特·兰普林。影片在第64届戛纳电影节上首映，获得了广泛的好评，邓斯特更是特别受到赞誉。史蒂文·勒布（Steven Loeb）写道：“这是冯·提尔最好的电影，几位演员也是如此。邓斯特在片中是如此出色，出演了与她曾尝试过的任何角色都截然不同的人物……即使这不是一部好到让人难以置信的电影，单就邓特斯的表演就足够让人作出推荐了。”。《每日电讯报》的苏克德夫·桑德（Sukhdev Sandhu）也对邓斯特的表演给出高度评价，认为这是一个可以给其事业带来突破的作品。邓斯特因此获得了包括戛纳电影节最佳女演员奖和美国國家影評人協會最佳女演员奖在内的多项大奖。
邓斯特已经签约出演电影《甜美的救援》（Sweet Relief），在片中出演和平活动家玛拉·鲁齐卡（Marla Ruzicka），后者是一位在巴格达自杀式炸弹袭击中丧生的美国救援人员。她还曾表示有意在米歇·龔德里即将开拍的作记电影中饰演金髮美女主唱黛比·哈利。邓斯特还和吉姆·史特格斯一起出演了朱安·迪亚哥·索兰纳（Juan Diego Solanas）的科幻爱情片《逆世界》，并与布莱恩·格拉格提一起拍摄了短片《再袭面包店》（The Second Bakery Attack）。
邓斯特在2012年上映的电影《在路上》出演了卡米尔（Camille）一角，影片根据傑克·凱魯亞克的同名小说改编。她还在短片《为你争取重访权》（Fight for Your Right Revisited）中客串出镜，该片在2011圣丹斯电影节上首映。2011年9月，邓斯特完成了独立喜剧电影《未婚女子》的拍摄，该片由威爾·法洛和亚当·麦凯担任制片人。报道还称她将与克萊夫·歐文和奥兰多·布鲁姆一起出演惊悚片《城市》（Cities）。2013年8月，《帝國雜誌》報導，邓斯特將与迈克尔·珊农和乔尔·埃哲顿一起出演杰夫·尼科尔斯的科幻剧情片《通天眼》，該片於2016年上映。

### 音乐
邓斯特在2001年的电影《失恋大不同》中首度献唱，表演了马克·施艾曼（Marc Shaiman）创作的两首歌曲。她还为《哈利斯特游艇谋杀案》演唱了片尾的爵士乐歌曲。在《蜘蛛侠3》中，她也演唱了两首歌，一首是在百老汇演出上，另一首则是在一家爵士俱乐部。邓斯特透露这两首歌是先录制下来的，之后拍摄时则只是对嘴形演出。她还出现在了野人花园的和R.E.M.的两部音乐影片中，并在詹森·舒瓦兹曼（Jason Schwartzman）2007年的个人专辑里演唱了和两首歌曲。在一次接受采访时，邓斯特表示自己没有像其他一些演员那样发行唱片的计划，她说：“肯定不会。不可能。要是芭芭拉·史翠珊还差不多，但我觉得现在有点儿烂俗了。如果是歌手来演电影或者效果会好一些。”
邓斯特在村上隆和喬瑟夫·麥克吉帝·尼克爾导演的短片《秋叶原魔女公主》（Akihabara Majokko Princess）中出演了魔法公主一角，这一短片在伦敦的泰特美術館“流行生活”展上展出，主要情节是邓斯特的角色围绕东京购物区秋叶原腾跃。

## 个人生活

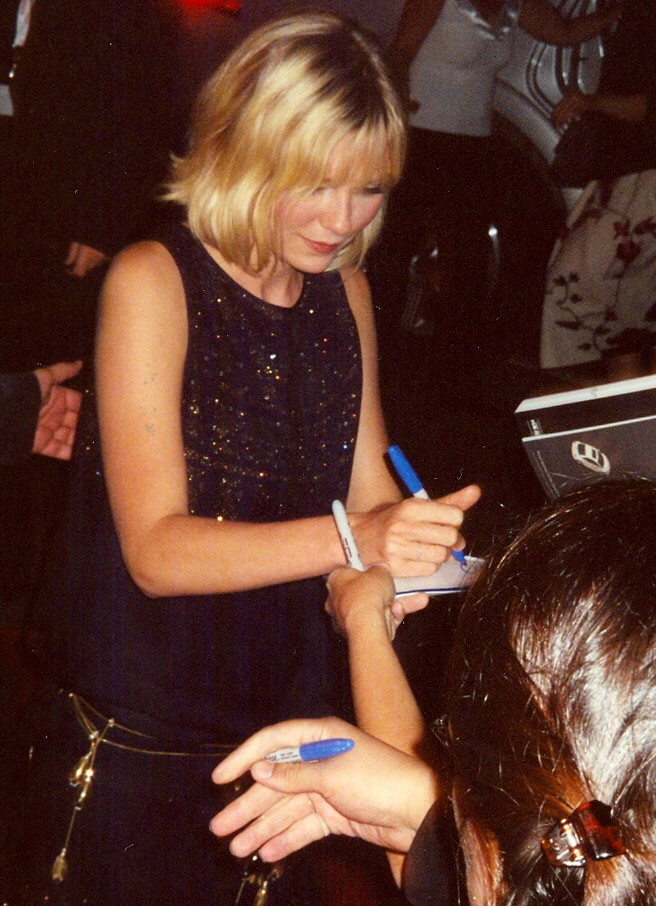
鄧斯特在為粉絲簽名中，攝於2005年的多倫多國際影展

在2004年美国总统选举中，邓斯特支持民主党候选人约翰·克里，四年后，她又在2008年美国总统选举中选择支持民主党候选人贝拉克·奥巴马。她还透露自己从总统竞选活动一开始就支持奥巴马。为此她亲自执导了一部名为《为什么是星期二》（Why Tuesday）的纪录片，解释也美国在星期二进行投票的传统，并担任旁白解说。她在其中解释道，星期二“并不是个节目，而（美国是）投票率最低的民主国家之一”，她觉得“以一个积极的方式来影响人们”参加11月第一个星期二的投票是一件很重要的事。
2008年初，邓斯特在犹他州的太阳旅馆治疗中心接受了重性抑郁障碍的治疗。她表示自己在入院治疗前已经历了6个月的低谷。3月下旬她出院开始参加《所有美好的东西》的演出，5月她公开了这一消息，希望可以强调其他许多成功女性所面临的争扎，并消除有关她的家人和朋友一直很痛苦的虚假传言。她还向公众详述了自己“稳重的生活方式”，透露自己在纽约有一间单卧室的公寓。
邓斯特参加了伊丽莎白格拉泽儿童艾滋病基金会（Elizabeth Glaser Pediatric AIDS Foundation），帮助设计了一款项链并进行促销，所有销售所得将直接汇入基金会。她还帮助促进人们对乳腺癌的认识，于2008年9月参加了对抗癌症募捐活动，帮助筹集资金加快攻克癌症的研究。2009年12月5日，她参加了墨西哥的一场募捐活动，帮助癌症治疗和儿童康复项目筹集资金。
2011年，邓斯特获得了德国公民身份，并从此开始拥有美国和德国的双重国籍。
2013年初有媒体报道，称邓斯特还在与出演《在路上》的男演员蓋瑞特·荷德倫约会。後於2014年分手
2015年和傑西普萊蒙拍攝《冰血暴》而結緣，兩人在2017年初訂婚，2018年5月兩人的第一個兒子Ennis出生；2021年小兒子James出生。

## 作品年表

### 电影
| 年份 | 片名                          | 角色                     | 附注 |
| ---- | ----------------------------- | ------------------------ | --- |
| 1989 | 《大都会传奇》                | 丽莎的女儿               | 未列名 |
| 1990 | 《虚荣的篝火》                | 坎贝尔·麦科伊（Campbell McCoy）        | |
| 1991 | 《鬼马精灵》（High Strung）              | 小女孩                   | |
| 1994 | 《贪婪》（Greedy）                  | 乔伦娜（Jolene）               | |
| 1994 | 《夜访吸血鬼》                | 克劳迪娅                 | 波士顿影评人协会最佳女配角 芝加哥影评人协会最有前途女演员 MTV电影大奖最具突破表演 土星奖土星奖最佳青年演员 提名–芝加哥影评人协会最佳女配角 提名–金球奖最佳电影女配角 提名–克罗图迪斯奖最佳女配角 |
| 1994 | 《小妇人》                    | 小时候的艾米·玛奇（Amy March）    | 波士顿影评人协会最佳女配角 青年艺术家奖最佳青年女配角 提名–克罗图迪斯奖最佳女配角 |
| 1995 | 《逃出魔幻紀》                | 朱迪·谢柏德（Judy Shepherd）          | 提名–土星奖最佳青年演员 |
| 1996 | 《母亲之夜》（Mother Night）              | 小时候的瑞斯·诺斯（Resi Noth）    | |
| 1997 | 《安娜斯塔西娅》              | 少年安娜斯塔西娅         | 配音 |
| 1997 | 《魔法饭店》（Tower of Terror）              | 安娜（Anna）                 | |
| 1997 | 《摇尾狗》                    | 崔茜·莱姆斯（Tracy Limes）          | |
| 1998 | 《魔女宅急便》                | 琪琪                     | 为英语版本电影配音 |
| 1998 | 《晶兵总动员》                | 克里斯蒂·芬柏（Christy Fimple）        | |
| 1998 | 《粉骚大联盟》（The Hairy Bird）            | 维里纳·凡·斯特凡（Verena von Stefan）     | |
| 1998 | 《汤姆历险记》（The Animated Adventures of Tom Sawyer）            | 贝基·撒切尔（Becky Thatcher）          | 配音 |
| 1999 | 《真心》（True Heart）                  | 邦妮（Bonnie）                 | |
| 1999 | 《处女之死》                  | 拉克斯·里斯本            | 提名–青少年选择奖电影女演员 |
| 1999 | 《美丽比一比》                | 安柏·阿特金斯（Amber Atkins）        | |
| 1999 | 《迪克》                      | 贝特茜·乔布斯（Betsy Jobs）        | |
| 2000 | 《情人的祈祷》（》            | 季娜伊达（Zinaida）             | |
| 2000 | 《乌鸦3》（The Crow: Salvation）                 | 艾琳·兰德尔（Erin Randall）          | |
| 2000 | 《幸运镇》（Luckytown）                | 丽达·多尔斯（Lidda Doyles）          | |
| 2000 | 《魅力四射》                  | 托伦斯·希普曼            | |
| 2000 | 《情深还更深》（Deeply）            | 西莉（Silly）                 | |
| 2001 | 《失恋大不同》                | 凯莉·伍兹 / 海伦娜（Kelly Woods / Helena）   | 提名–青少年选择奖电影化学反应 |
| 2001 | 《疯狂与美丽》                | 妮可·奥克利（Nicole Oakley）          | |
| 2001 | 《哈利斯特游艇谋杀案》        | 玛丽恩·戴维斯            | 马德普拉塔电影节最佳女演员 |
| 2002 | 《蜘蛛侠》                    | 玛丽·简·沃森             | 帝国奖最佳女演员 MTV电影大奖最佳女演员 MTV电影大奖最佳银幕之吻 青少年选择奖电影银幕之吻 提名–土星奖最佳女演员 提名–青少年选择奖电影化学反应 提名–青少年选择奖正剧/动作历险电影女演员 |
| 2003 | 《乞丐的灵魂》                | 索菲娅·梅林格（Sofia Mellinger）        | |
| 2003 | 《盖娜》（Kaena: The Prophecy）                  | 盖娜（Kaena）                 | 配音 |
| 2003 | 《蒙娜麗莎的微笑》            | 贝蒂·沃伦（Betty Warren）            | 提名–青少年选择奖电影：最差 |
| 2004 | 《无痛失恋》                  | 玛丽·斯韦沃（Mary Svevo）          | 华盛顿特区影评人协会最佳群体演员 |
| 2004 | 《蜘蛛侠2》                   | 玛丽·简·沃森             | 提名–帝国奖最佳女演员 提名–人民选择奖最受欢迎银幕化学反应（与托比·马奎尔） |
| 2004 | 《球戀大滿貫》                | 丽兹·布拉德伯瑞（Lizzie Bradbury）      | |
| 2005 | 《伊麗莎白小鎮》              | 克莱尔·科尔伯恩          | |
| 2006 | 《绝代艳后》                  | 玛丽·安托瓦内特          | 奖年度女明星 |
| 2007 | 《蜘蛛侠3》                   | 玛丽·简·沃森             | 提名–人民选择奖最受欢迎银幕情侣 提名–青少年选择奖银幕之吻 提名–青少年选择奖动作历险电影女主角 提名–国家电影奖最佳女演员 |
| 2008 | 《如何众叛亲离》              | Alison Olsen             | |
| 2010 | 《再袭面包店》                | 娜特（Nat）                 | 短片 |
| 2010 | 《所有美好的东西》            | 凯蒂·马克思（Katie Marks）          | |
| 2011 | 《为你争取重访权》            | 客串出镜                 | 短片 |
| 2011 | 《驚悚末日》                  | 贾斯汀（Justine）               | 戛纳电影节最佳女演员奖 堪萨斯影评人协会最佳女演员 国家影评人协会最佳女演员 羅伯獎最佳女演员 圣乔迪奖最佳外国女演员 土星奖最佳女演员 提名–澳大利亞影視藝術學院獎最佳女演員 提名–女性电影记者联盟最佳女演员 提名–波迪奖最佳女演员 提名–俄亥俄中部影評人協會最佳女演员 提名–芝加哥影評人協會最佳女演员 提名–克罗特鲁迪斯奖最佳女演员 提名–達拉斯—沃斯堡影評人協會最佳女演員 提名–丹佛影评人协会最佳女演员 提名–欧洲电影奖最佳女演员 提名–洛杉矶周刊电影投票–最佳女演员（第三名） 提名–伦敦影评人协会年度女演员 提名–洛杉矶影评人协会最佳女演员（亚军） 提名-纽约影评人协会最佳女演员 （第三名） 提名–線上影評人協會最佳女演员 提名–乡村之声电影投票最佳女演员（第三名） |
| 2012 | 《英雄与魔鬼》（Heroes & Demons）            | 娜特（Nat）                 | 短片 |
| 2012 | 《伴娘HOLD不住》              | 瑞根（Regan）                 | |
| 2012 | 《在路上》                    | 卡米尔（Camille）               | |
| 2012 | 《逆世界》                    | 艾登（Eden）                 | |
| 2013 | 《炫富幫》                    | 以自己真实身份出镜       | 客串 |
| 2013 | 《魅力》（Charm）                  | 电梯中的女孩             | |
| 2013 | 《蜜月杀机》（The Two Faces of January）              | 科莱特·麦克法兰（Collette Macfarland）      | |
| 2013 | 《銀幕大角頭2：傳奇再續》（Anchorman 2: The Legend Continues） | 以自己的真实身份客串出镜 | |
| 2014 | 《城市》                      | 凯特（Kate）                 | |
| 2016 | 《通天眼》                    | 莎拉（Sarah）                 | |
| 2016 | 《關鍵少數》                  | 薇薇安·傑克森（Vivian Jackson）        | 衛星獎最佳電影演員陣容 螢幕演員協會獎最佳演員陣容 |
| 2017 | 《魅惑》                      | 愛德薇娜·達布尼（Edwina Dabney）      | |
| 2017 | 《伍德肖克的執著》（Woodshock）        | 特雷莎                   | |
| 2021 | 《犬山記》                    | 蘿絲（Rose）                 | 女性電影記者聯盟最佳女配角 奧斯汀影評人協會最佳女配角 提名-奧斯卡金像獎最佳女配角 提名-金球獎最佳女配角 提名-衛星獎最佳女配角 提名-澳大利亞影視藝術學院獎最佳女配角 提名-評論家選擇電影獎最佳女配角 提名-底特律影評人協會最佳女配角 提名-佛羅里達影評人協會最佳女配角 提名-喬治亞影評人協會最佳女配角 提名-休斯頓影評人協會最佳女配角 提名-聖路易斯影評人協會最佳女配角 提名-華盛頓特區影評人協會最佳女配角 提名-達拉斯—沃斯堡影評人協會獎最佳女配角（第二名） |

### 电视
| 年份       | 片名                   | 角色                   | 附注                             |
| ---------- | ---------------------- | ---------------------- | -------------------------------- |
| 1993       | 《黎明前的黑暗》（Darkness Before Dawn）   | 桑德拉·加德（Sandra Guard，8岁）   | 电视电影                         |
| 1993       | 《姐妹》（Sisters）           | 基汀·马戈利斯（Kitten Margolis）      | 出演了其中两集                   |
| 1993       | 《銀河飛龍》           | 海德瑞尔               | 第7季第7集《黑暗的一页》（Dark Page）     |
| 1996       | 《白色风暴》（The Siege at Ruby Ridge）       | 莎拉·韦弗（Sara Weaver）          | 电视电影                         |
| 1996       | 《天使在人间》（Touched by an Angel）     | 艾米·安·麦科伊（Amy Ann McCoy）     | 出演了《走入光明》一集（Into the Light）       |
| 1996       | 《仁心仁術》           | 查理·切明哥            | 出演了第3季的6集节目             |
| 1997       | 《名人杰帕迪！》（Celebrity Jeopardy!）   | 以真实身份出镜         | 1997年4月30日播出                |
| 1997       | 《迷离档案》（The Outer Limits）       | 乔伊斯·泰勒（Joyce Taylor）        | 第3季的其中一集                  |
| 1997       | 《枪》（Gun）             | 桑德拉（Sondra）             | 出演其中一集                     |
| 1997       | 《魔法饭店》           | 安娜                   | 电视电影                         |
| 1998       | 《我小时候的故事》     | 艾莉丝 / 艾薇特（Alice/Ivett）    | 出演其中两集                     |
| 1998       | 《十五岁怀孕》（Fifteen and Pregnant）     | 蒂娜·斯潘格勒（Tina Spangler）      | 电视电影                         |
| 1999       | 《穿梭集中营》（The Devil's Arithmetic）     | 汉娜·斯特恩（Hannah Stern）        | 电视电影                         |
| 2002       | 《周六夜现场》         | 主持人                 | 第27季第524集                    |
| 2014       | 《宇宙时空之旅》       | 塞西莉亞·佩恩-加波施金 | 配音；出演其中一集               |
| 2014       | 《波特蘭迪亞》（Portlandia）     | 金（）                 | 出演其中一集                     |
| 2015       | 《冰血暴》             | 姵姬·布朗姆奎斯特（Peggy Blomquist）  | 出演其中十集                     |
| 2017       | 《黑鏡》               | Callister Employee     | 出演其中一集「聯邦星艦卡里斯特」 |
| 2018       | 《歷史醉大黨》（Drunk History）     | 阿加莎·克里斯蒂        | 出演其中一集                     |
| 2019年至今 | 《佛州中部上帝養成史》 | 克莉絲朵·吉爾（Krystal Gill）      | 主演、執行製作人；共十集         |